# Caiophora peduncularis
Caiophora peduncularis là một loài thực vật có hoa trong họ Loasaceae. Loài này được (C.Presl) Weigend & Mark.Ackermann mô tả khoa học đầu tiên năm 2003.